# Судан на літніх Олімпійських іграх 1988
Судан брав участь у Літніх Олімпійських іграх 1988 року у Сеулі вп'яте. Країну представляло 8 спортсменів у 2 видах спорту (бокс і легка атлетика), проте жоден із них не завоював медалі. Прапороносцем був Омер Халіфа.